# L'Envie (chanson)
Pour les articles homonymes, voir L'Envie.
Pistes de Gang
Je t'attends
(2)
Singles de Johnny Hallyday
Laura
(1987) Que je t'aime (version live Bercy 1987)
(1988)
L'Envie est une chanson de Johnny Hallyday écrite par Jean-Jacques Goldman sortie en 1986 sur l'album Gang. En 1988, elle paraît en single dans une version live extraite de l'album Johnny à Bercy. L'envie, à l'instar des chansons La Musique que j'aime ou encore Gabrielle, est devenu un classique du répertoire de son interprète. À quelques rares exceptions, elle a été durant trente ans présente dans tous les tours de chant de l'artiste.

## Histoire
Source pour l'ensemble de cette section (sauf indications contraires),.
L’Envie est écrite par Jean-Jacques Goldman à la fin des années 1970. Il la propose alors à Michel Sardou qui la refuse. Goldman la range alors « dans ses tiroirs » et l'oublie durant quelques années ; quand Johnny Hallyday le sollicite pour écrire quelques titres d'un album en gestation...
Jean-Jacques Goldman est devenu en ce milieu des années 1980, un auteur-compositeur-interprète de premier plan, comptant parmi les plus appréciés. Hallyday reste sur le succès de l'album Rock'n'roll Attitude fruit de sa collaboration artistique avec Michel Berger en 1985. Lorsqu'il pense à Goldman pour succéder à Berger, il n'est alors nullement question d'un album avec un seul auteur-compositeur (la presse évoque alors une collaboration avec Elton John, qui travaillerait sur quelques chansons... une collaboration qui finalement n'aboutira pas).
Jean-Jacques Goldman fait écouter à Hallyday la maquette de L'Envie, le chanteur est aussitôt séduit par « la puissance et l'efficacité du texte » et veut l'enregistrer. Ce qu'il fait, à Paris, durant l'automne 1986, au studio Gang (d'où le nom de l'album à paraitre, car désormais il n'est plus question de quelques chansons, mais bel et bien de tout un album écrit par Goldman). Deux prises seulement sont réalisées, sur lesquelles Johnny Hallyday, très en voix, impressionne les techniciens par son interprétation.
L'envie ouvre l'album qui parait le 6 décembre 1986 et qui obtient les faveurs du public (certifié double disque de platine pour plus de 600 000 albums vendus). Des dix titres qui le composent huit sont publiés en quatre singles (Je t'attends, J'oublierai ton nom, Je te promets et Laura, pour les faces A) ; mais pas L'Envie. C'est sur scène que le titre va prendre toute sa place parmi les classiques d'Hallyday. La première fois, sur la scène de Bercy en 1987, où L'Envie clos la première partie du spectacle Johnny se donne à Bercy (mis en scène par Michel Berger). La chanson est diffusée en single quelques mois plus tard dans une version enregistrée en public.
L'Envie était un incontournable du tour de chant de Johnny Hallyday. En 1990, elle est jouée à la fin d'un nouveau spectacle à Bercy, dans une version symphonique (Hallyday est accompagné par l'Orchestre symphonique d'Europe).
En 1993, le temps d'un duo, elle est chantée avec celui à qui elle fut initialement proposée, Michel Sardou, invité par Johnny lors de son spectacle au Parc des Princes (les deux dernières représentations - Sardou n'est pas présent le premier soir). Le duo est filmé et diffusé à la télévision lors de la retransmission du spectacle, mais n'est finalement pas présent sur l'album live. Les deux chanteurs l'interprétent encore une fois, en direct à la télévision en décembre 1994.
Au Parc des Princes en 2003, c'est avec Patrick Bruel qu'elle est chantée en duo. On la retrouve en ouverture du FlashBack Tour de 2006-2007...
Au total, L'Envie a été l'occasion de onze duos (à la scène ou la télévision) et, excepté trois fois, a été depuis sa création, de tous les tours de chant de Johnny Hallyday et demeure sa chanson préférée.

## Discographie

### Studio
- 1986 : Gang

### Live
- 1988 :
  - 45 tours Philips 870170-7 : L'Envie, Équipe de nuit (versions public à Bercy en 1987)
  - CDS Philips 870 170-2 : L'Envie, Équipe de nuit, Gabrielle (versions public à Bercy en 1987)
  - Johnny à Bercy
  - Live at Montreux 1988 (inédit jusqu'en 2008)

- 1990 : Dans la chaleur de Bercy
- 1992 : Bercy 92
- 1993 : Parc des Princes 1993
- 1995 : Lorada Tour
- 1998 : Stade de France 98 Johnny allume le feu
- 2000
  - 100 % Johnny : Live à la tour Eiffel
  - Olympia 2000
  - Happy Birthday Live : Parc de Sceaux 15.06.2000 (inédit jusqu'en 2020)
- 2003
  - Parc des Princes 2003
  - Bercy 2003 (inédit jusqu'en 2020)
- 2006 : Flashback Tour : Palais des sports 2006
- 2009 : Tour 66 : Stade de France 2009
- 2013 : On Stage / Born Rocker Tour
- 2014 : Son rêve américain : Live au Beacon Theatre de New-York 2014 (inédit jusqu'en 2020)
- 2016 : Rester Vivant Tour

## Classements hebdomadaires
L'Envie sort en single en version live issu de l'album Johnny à Bercy en janvier 1988, mais attendra mars 1988 pour entrer au Top 50 à la 30e place, avant d'atteindre la 15e place durant les deux premières semaines d'avril 1988. Le single se vend à plus de 100 000 exemplaires.
| Classement (1988) | Meilleure place |
| ----------------- | --------------- |
| France (SNEP)     | 15              |

| Classement (2017)            | Meilleure place |
| ---------------------------- | --------------- |
| France (SNEP)                | 2               |
| France (SNEP Mégafusion)     | 8               |
| Suisse (Schweizer Hitparade) | 26              |

## Certification
| Région                                                                                                 | Certification | Ventes/Streams |
| --- | ------------- | -------------- |
| France (SNEP)                                                                                          | Or            | 150 000*       |
| *Ventes selon la certification ^Mise en rayon selon la certification xNon précisé par la certification |               |                |

## Reprises
- En 1998, Florent Pagny reprend L'Envie sur scène (album) Florent Pagny en concert).
- Jean-Jacques Goldman interprète[Quand ?] la chanson en acoustique pour l'émission Fréquenstar.
- Kendji interprète la chanson dans l'album "On a tous quelque chose de Johnny".